# Baidu
- Pel kan mongol de Pèrsia, vegeu Baydu

Baidu (百度, NASDAQ: Bidu
) és un motor de cerca en llengua xinesa amb seu a Pequín fundat el 2000 per Robin Li i Eric Xu. El seu disseny és similar al de Google i inclou la possibilitat de recerca de notícies, imatges i cançons, entre altres funcions. Aquest motor de cerca ofereix més de 740 milions de pàgines web, 80 milions d'imatges i 10 milions d'arxius multimèdia, a més d'una enciclopèdia col·laborativa similar a Wikipedia, anomenada Baidu Baike.
D'acord amb el ranking Alexia, Baidu.com es el lloc web més popular a la Xina i el quart lloc web més famós al món, només a tres llocs per sota de Google, que es troba en primera posició. Sovint s'anomena Baidu com «el Google xinès» degut a la seva semblança. De fet, Google va posseir fa uns anys el 2,6% de la companyia, però la va vendre. El seu nom prové d'un poema xinès clàssic del poeta Xin Qiji, durant la dinastia Song, sobre un home que buscava l'amor de la seva vida.
Quan Baidu va ser llançat el gener de 2000, va recaptar 1,2 milions de dòlars i una de les principals empreses inversionistes va ser Silicon Valley. El setembre del mateix any, les firmes Draper Fisher i IDG Technology Venture van fer una inversió addicional de deu milions de dòlars per potenciar l'efectivitat d'aquest buscador xinès. Baidu-com va entrar en borsa el 5 d'agost de 2005 quan va col·locar un 12,5 % del seu capital. Les accions de Baidu (a través d'ADR, American Depositary Receipt) van tenir un preu de col·locació a 27.8 dòlars per acció. Al tancament de la sessió del NASDAQ aquell dia, les accions cotitzaven a 122,54 dòlars (una revalorització del 353%). Va ser el millor rendiment al primer dia de cotització d'una empresa estrangera en la història del NASDAQ fins aquella data. En les següents sessions, però, les accions van caure ràpidament, encara que no fins al seu nivell de sortida, tancant a 91,75 dòlars el 10 d'agost.
Al maig de 2014, va ser el cinquè lloc més visitat d'Internet. El juny de 2014 Baidu va arribar als 500 milions d'usuaris actius i la seva apli va adquirir aproximadament uns 70 milions d'usuaris diaris. D'altra banda, és interessant saber que el 30% provenen de serveis mòbils que té la pàgina. Al febrer de 2018, és el quart lloc més visitat d'Internet.

## Serveis
Potser la característica més popular de Baidu, que altres buscadors com Google no ofereixen, es la possibilitat d'efectuar cerques d'arxius d'àudio (MP3, WMA/SWF...). S'utilitza fonamentalment per a la cerca de música pop xinesa i els resultats de la cerca són molt precisos. Baidu pot fer aquestes cerques perquè les lleis de la República Popular Xinesa no prohibeixen posar música a Internet, i Baidu es troba sota jurisdicció xinesa.
Baidu ofereix diferents serveis com: 
- Baidu Maps, que té molta similitud amb Google Maps.
- Baidu Tieba, que és un gran fòrum.
- Baike Baidu, l'enciclopèdia del buscador xinès.
- Baidu Yun, para emmagatzemar dades al núvol.